# Desognaphosa boolbun
Desognaphosa boolbun là một loài nhện trong họ Trochanteriidae. Loài này phân bố ở Queensland.